# Mad Cool
Mad Cool es un festival de música (rock, indie, electrónica, pop... ) que se realiza en Madrid desde el año 2016. El arte, la moda, la gastronomía y el turismo se unen eclécticamente en este festival. La edición del 2020, fue cancelada debido a la pandemia del COVID-19. Desde 2017 se celebra pasados dos fines de semana del Orgullo de Madrid.

## Historia
El festival nació en el año 2015 con la intención de hacer convivir en un mismo espacio diferentes expresiones artísticas, reforzando el músculo turístico de la ciudad de Madrid. Cuenta con apoyo de la promotora Live Nation, la empresa audiovisual y musical Zircozine y la compañía televisiva La Competencia. Desde su primera edición, Mad Cool Festival se ha convertido en uno de los festivales más importantes de España junto con Primavera Sound Barcelona, Bilbao BBK Live o FIB Benicasim. 
Con cinco ediciones a sus espaldas y una sexta en camino, sigue siendo uno de los festivales de música más importantes de España, donde se pueden encontrar artistas nacionales e internacionales de diferentes estilos musicales como rock, pop, electrónica e indie.
En sus dos primeras ediciones, Mad Cool Festival reunió en su cartel a casi 150 artistas entre los que hubo iconos de la historia del rock, estandartes del pop contemporáneos y la electrónica y bandas que suponen el futuro de la música tanto a nivel nacional como internacional.
En su primera edición, celebrada los días 16, 17 y 18 de junio de 2016, congregó a más de 100.000 espectadores. En su segunda edición el festival se consolidó consiguiendo hacer sold out tres meses antes de su celebración, con un total de 135.000 personas.

## Recintos
A lo largo de la historia del festival se ha celebrado en dos recintos distintos, las dos primeras ediciones se celebraron en los interiores y exteriores de la Caja Mágica y debido al éxito de las dos primeras ediciones se trasladaron a un recinto más grande en los exteriores del Ifema rebautizado como Espacio Mad Cool.

### 1ª y 2ª Edición:Caja Mágica
La primera edición se realizó en 3 escenarios interiores dentro del Edificio de la Caja Mágica y 2 escenarios exteriores mientras que en la segunda edición mantuvieron los 5 escenarios pero todos fueron exteriores.

### 3ª, 4ª y 5ª Edición:Espacio Mad Cool
Debido al éxito de la segunda edición y agotar las entradas para 55.000 espectadores diarios meses antes de la celebración del festival se trasladó a un nuevo recinto (la ampliación de IFEMA) situado en el barrio de Timón con aforo para 80.000 espectadores.
La tercera edición se realizó en 7 escenarios (4 exteriores y 3 en carpa) mientras que en la cuarta edición debido a las críticas se redujo el aforo a 75.000 espectadores y 6 escenarios (3 exteriores y 3 en carpa).

### 6.ª edición:Nuevo Espacio Mad Cool
Este año el festival se muda a Villaverde, cerca de Getafe, concretamente en La Ciudad de la Música, un nuevo espacio con alreredor de 200.000 metros cuadrados y una capacidad para 80.000 personas aproximadamente.

## Actuaciones y conciertos

### 1ª Edición (2016)
Tuvo lugar los días 16, 17 y 18 de junio de 2016, con el siguiente cartel:
| Cartel 2016 | | |
| Jueves | Viernes | Sábado |
| The Who Vetusta Morla Garbage Lori Meyers The Kills Django Django Hercules and Love Affair Milky Chance Tom Odell Digitalism The Strypes Is Tropical Monarchy El Guincho Manel Lapsley Rat Boy Lucia Scansetti Alondra Bentley Morgan Bluestan Hynkel Los Nastys | The Prodigy Die Antwoord Jane's Addiction Bastille Band of Horses Caribou Stereophonics Kings of Convenience Fuel Fandango 091 Michael Kiwanuka Temples L.A. Royal Republic Benjamin Francis Leftwich Jessica Pratt Carmen Boza Augustines Bigott Twin Atlantic Felix Lineker Rick & Vera Ten Bears Los Vinagres | Neil Young Two Door Cinema Club Biffy Clyro Capital Cities Flume Walk off the Earth Enter Shikari John Grant Gary Clark Jr. DIIV Wild Beasts Xoel López Woods Corizonas The Londos Souls Lucy Rose Public Service Broadcasting Ben Miller Band Ángel Stanich Nothing But Thieves Iseo Mahalo Ligula Of Moths and Stars |

### 2ª Edición (2017)
Se celebra los días 6, 7 y 8 de julio de 2017, con el siguiente cartel:
| Cartel 2017 | | |
| Jueves | Viernes | Sábado |
| Foo Fighters Foals Belle and Sebastian The Lumineers Catfish and the Bottlemen Quique González & Los detectives George Ezra Kurt Vile & The Violators Warpaint Trentemøller Jagwar Ma Boys Noize Unkle Neuman Was Machnedrum Joseph Nora Norman Chelsea Boots Paracusia Plastic People | Green Day Alt-J Ryan Adams Rancid Kodaline Röyksopp Slowdive Cage the Elephant Spoon Kiasmos Deap Vally Peter Bjorn and John Benjamin Booker Sexy Zebras Star Slinger Viva Suecia Aurora & The Betrayers Shinova Dear Audrey Cannibals The Amsterdammers | Kings of Leon Wilco M.I.A. Foster the People Manic Street Preachers Moderat Dinosaur Jr. Savages Sbtrkt (DJ Set) Fuel Fandango Floating Points (DJ Set) Depedro Xavier Rudd Los Zigarros Junior Boys Belako Anna of the North Full Fizzy Soup Ganges Veintiuno Not my circus |

### 3ª Edición (2018)
Se celebra los días 12, 13 y 14 de julio de 2018, con el siguiente cartel:
| Cartel 2018 | | |
| Jueves | Viernes | Sábado |
| Pearl Jam Tame Impala Kasabian Justice Post Malone Fleet Foxes MGMT Eels Yo La Tengo Leon Bridges Japandroids Washed Out Porches FIDLAR Maya Jane Coles Iván Ferreiro Toundra Slaves DVSN Actress The Last Internationale Gold Panda Fatima Yamaha Lali Puna Modelo de Respuesta Polar Gang of Youths Mick Jenkins Biznaga Milk Teeth Bed Rugs Durand Jones & The Indications Re-Tros Conttra Ylia Carolina Durante Bifannah Repion Frank's white canvas Los Ramblings | Arctic Monkeys Jack White Massive Attack (cancelado) Franz Ferdinand Snow Patrol Alice In Chains James Bay At The Drive-In Ben Howard Paul Kalkbrenner Perfume Genius Sampha Marmozets Odesza Real Estate La M.O.D.A. The White Buffalo Kevin Morby Sofi Tukker Jain Young Fathers James Holden & The Animal Spirits Black Pistol Fire The Bloody Beetroots Ofenbach Morgan Erol Alkan The Big Moon Bayonne Núria Graham wild front Goat Girl Agoraphobia Holy Bouncer Alex Francis Victor Santana Mavica Whywhyka Badlands | Depeche Mode Queens Of The Stone Age Nine Inch Nails Dua Lipa Underworld Jack Johnson Richie Hawtin CLOSE Jet Rag'n'Bone Man Kase.O Future Islands Glass Animals Portugal. The Man Kaleo Wolf Alice LP Black Rebel Motorcycle Club Rival Sons DJ Koze Frankie Cosmos The black madonna Daniel Avery Weval Rufus T. Firefly Ángel Stanich Hurray For The Riff Raff Cora Novoa Maga Polo & Pan Jardín de la Croix Deaf Havana Gruppo Di Pawlowski Pile Haux The Ninth Wave Elyella Niña Coyote Eta Chico Tornado Mokumoku TourJets Alberto & García |

#### Críticas
La edición de 2018, la primera que se celebró en IFEMA, fue ampliamente criticada por los asistentes por las largas colas y la falta de organización. El festival reconoció los problemas en un escueto comunicado vía Twitter, y los atribuyó a un problema informático.
Massive Attack canceló su concierto, descontentos con el sonido del escenario dónde actuaban, al que llegaba la música de otros escenarios.

### 4ª Edición (2019)
Se celebra los días 11, 12 y 13 de julio de 2019, a los que se añade una Welcome Party el miércoles 10 de julio en el mismo recinto, con el siguiente cartel:
| Cartel 2019 | | | |
| Miércoles (Welcome Party) | Jueves | Viernes | Sábado |
| Bring Me the Horizon Rosalía Lykke Li The Cat Empire Metronomy DON BROCO The Amazons Griz Viagra Boys Whispering Sons Blake The Parrots Anier Fusa Nocta FAVX | Bon Iver Vampire Weekend The Chemical Brothers Ms. Lauryn Hill Disclosure DJ Set Iggy Pop Noel Gallagher's High Flying Birds Perry Farrell's Kind Heaven Orchestra Tash Sultana The Hives Kaytranada La Dispute Charlotte de Witte Lewis Capaldi Tokimonsta Nao SG Lewis Amber Mark Let's Eat Grandma Photay Foxing JASSS Rews The Snuts Molina Molina Kokoshca Gentleman Clef SHEAFS Red Gurd | The National The Smashing Pumpkins Vetusta Morla Empire of the Sun Eric Prydz Vince Staples Marina Sharon Van Etten Wolfmother Miles Kane American Authors Teenage Fanclub Alma Rolling Blackouts Coastal Fever George FitzGerald Mall Grab Helena Hauff Palace Tourist Demob Happy HAAi Sophie Hunger Sex Museum Milk Teeth The Slow Readers Club Saoirse Black MIDI Himalayas Cariño Valeras y.azz x b-mywingz Sofi Marston Staytons | The Cure Prophets of Rage The 1975 Robyn Years & Years Gossip Greta Van Fleet Jorja Smith Bonobo DJ Set Jon Hopkins LIVE Mogwai Cat Power Johnny Marr Miles Kane Carpenter Brut Bear's Den Parquet Courts Alizzz Rone Avalon Emerson Black Honey YONAKA The Twilight Sad Le Butcherettes Dr. Rubinstein Delaporte Lala Lala Pip Blom Mitú DobleCapa Tirano Salio |
| | | | |

### Edición cancelada (2020)
La quinta edición del Mad Cool Festival, anunciada inicialmente del 8 al 11 de julio, no se pudo celebrar debido al coronavirus . Hubiera contado con el siguiente cartel cartel parcial:
| Cartel 2020 | | | |
| Miércoles | Jueves | Viernes | Sábado |
| Taylor Swift Twenty One Pilots Wolf Alice Angel Olsen YUNGBLUD Ashnikko Seasick Steve Hinds The Regrettes Creeper (banda) Sports Team Sea Girls Monterrosa | Billie Eilish The Killers Deftones Anderson. Paak Foals Cage the Elephant Sigrid Charli XCX Rex Orange County Phoebe Bridgers Refused FINNEAS Pale Waves Alec Benjamin Hobo Johnson Confidence Man Beabadoobee Viva Belgrado Cherry Glazerr Brutous | alt-J Haim Jamie Cullum Tove Lo Tones and I Richard Hawley Nothing But Thieves Highly Suspect Baby Rose Bang Bang Romeo | Kings of Leon Faith No More Pixies Major Lazer Khalid London Grammar Paul Weller The Rapture Tom Misch Sticky Fingers Tom Grennan Blood Red Shoes Marika Hackman Easy Life Arlo Parks Warmduscher |
| The Loop | | | |
| Natos y Waor SFDK Santa Salut | Peggy Gou Four Tet Floating Points Octo Octa CCL | Nina Kraviz Rüfüs Du Sol Tycho                                                                                          | Diplo Modeselektor live Leon Vynehall |

### 5ª Edición (2022)
Se celebró los días 6, 7, 8, 9 y 10 de julio.
| Cartel 2022 | | | | |
| Miércoles | Jueves | Viernes | Sábado | Domingo |
| Metallica Twenty One Pilots Placebo Wolf Alice Chvrches SFDK Yungblud Seasick Steve Villagers Thrice Frank Carter & The Rattlesnakes Carly Rae Jepsen Santa Salut Hard GZ Fever 333 Alec Benjamin Creeper Sports Team Yves Tumor & Its Band The Last Internationale Catnapp Yawners Florence Arman B1N0 Megane Mercury Daytime TV Alfie Templeman The Levitants Gui Aly | Deftones The Killers Foals Imagine Dragons St Vincent La Femme Mother Mother Amyl and The Sniffers Nothing But Thieves Modest Mouse London Grammar Sigrid Tove Lo CCL Octo Octa Floating Points Peggy Gou Four Tet Mori Noisy Bearadoobee Brutus The comet is coming High Vis Alyona Alyone Viva Blegrado Highly Suspect Reignwolf Andreew Playa Cuberris Pabst María Guadaña Swit Eme Miqui Brightside | Muse Incubus Alt-J The War on Drugs Haim Iamddb CL Jamie Cullum Phoebe Bridgers Mø Parcels Zeal & Ardor Hayden James Sherelle Folamour Stephan Bodzin Nina Kraviz Paula Temple Los Invaders Scarypoolparty Aviva Higher Power Rocío Saiz Only the Poets Goodbye June Jardín de la Croix Adriana Proenza Gurriers Unclose Spielbergs Jimena Amarillo Zaidbreak Amor Líquido Laura Put | Pixies Florence + The Machine Royal Blood Kings of Leon Editors Leon Bridges Local Natives Guitarricadelafuente Tom Grennan Don Broco Gang of Youths Zara Larsson Noga Erez Loraine James Leon Vynehall Mura Masa Flume Anna Irenegarry The Sherlocks Aleesha Supercremalleras Alina Pash The Struts Bartees Strange Easy Life Pinpinpussies Elure Meridian Muro María Bikôkô HCK9 Mechudo | Jack White Nathy Peluso Princess Nokia La M.O.D.A. Two Door Cinema Club Natos y Waor Sam Fender Peach Tree Rascals Tones and I Cala Vento Blood Red Shoes Familia Alzada Orslok St Woods Leïti Sene Goa Hole Tala Tinashe Recycled J |

#### Críticas
El contrato de exclusividad del festival con Uber, que permitía a los conductores de esta aplicación recoger pasajeros a las puertas del festival mientras que la parada de taxis más cercana estaba a 15 minutos, coincidiendo con una subida de los precios de los trayectos por la alta demanda, fue objeto de críticas por parte de los asistentes.

### 6.ª edición (2023)
Se celebró los días 6, 7 y 8 de julio, con las actuaciones entre otros de Lizzo, Lil Nas X, Machine Gun Kelly, Red Hot Chilli Peppers, Sam Smith o Robbie Williams, en la Colonia Marconi  de Villaverde.

#### Críticas
El cambio de recinto y el plan de movilidad no evitó los problemas a la salida del evento.

### 7.ª edición (2024)
La séptima edición se celebró entre el 10 y el 13 de julio de 2024, y contó con Pearl Jam, Dua Lipa, The Smashing Pumpkins, Avril Lavigne, Maneskin o The Killers.

### 8.ª edición (2025)
La octava edición se celebró en el espacio Iberdrola Music entre el 10 y el 12 de julio de 2025, y contó como artistas más destacados con Olivia Rodrigo, Muse, Noah Kahan, Gracie Abrams, Alanis Morrisette, Weezer, Nine Inch Nails, Benson Boone, Justice, Iggy Pop, Thirty Seconds to Mars, Arde Bogotá, Residente, Glass Animals y St. Vincent.

## Fallecimiento del artista Pedro Aunión
Durante la segunda edición del festival en 2017 falleció el acróbata Pedro Aunión al precipitarse accidentalmente al vacío desde una altura de 30 metros, en el transcurso de la actuación de acrobacias suspendidas que realizaba entre el descanso de los conciertos de Alt-J y Green Day. Pese a la rápida actuación de los servicios de emergencia el artista falleció en el acto. La investigación policial apunta a un error humano relacionado con las cuerdas de seguridad.

### Polémica
Muchos de los asistentes que presenciaron el accidente criticaron la actuación de la organización, al decidir no cancelar la actuación de la banda Green Day ni el resto del festival, así como no comunicar ni a los asistentes ni a los artistas el fallecimiento del acróbata. Algunos de los asistentes, tras propagarse el rumor por las redes sociales, decidieron abandonar el festival. El grupo Slowdive suspendió su concierto. El cantante y guitarrista de Green Day, Billie Joe Armstrong, declaró en su cuenta de Instagram que a la banda solo le notificaron un "problema de seguridad", que sólo supieron del incidente al finalizar el concierto, y que de haberlo sabido probablemente hubieran cancelado el espectáculo. 
En su defensa, la organización del festival comunicó que no cancelaron el festival por razones de seguridad basándose en su experiencia y en el consejo de las fuerzas de seguridad del Estado, decisión que los familiares del acróbata han avalado públicamente. En las redes sociales explotó la controversia sobre si los asistentes debían acudir al festival al día siguiente.
Varios de los empleados del festival criticaron la desorganización y falta de ensayos (acentuada por las fuertes lluvias que prevalecieron al festival), dando pie a una serie de protestas en las que denunciaron las pésimas condiciones laborales, falta de organización, y falta de medidas de seguridad a las que se ven sometidos los empleados de este y similares eventos. Tras el fallecimiento de Pedro, varios empleados se negaron a acudir a su puesto de trabajo al día siguiente, y convocaron varias concentraciones de protesta los días siguientes.

### Homenajes
La organización del festival realizó un homenaje al día siguiente del fallecimiento del artista, deteniendo los conciertos y proyectando un mensaje de homenaje en las pantallas. Para su siguiente edición del festival en 2018 la organización crea un área dedicada a las artes escénicas y a la moda denominada "Espacio Pedro Aunión".
El Ayuntamiento de Madrid nombró unos jardines del distrito de Arganzuela en su nombre, y la Asociación de Artes Escénicas de Calle del País Vasco propuso establecer el 7 de julio como día internacional de las artes escénicas de calle.